# 将棋指し
将棋指し（しょうぎさし）とは、将棋を指す芸人のこと。日本の前近代的な職業を示す言葉ではあるが、現代のプロ棋士・女流棋士・アマチュア選手なども俗に「将棋指し」と呼ばれることが少なくない。しかし現代とはちがって、前近代の将棋指しは、プロとアマチュアがおおむね未分化な状態であったと思われる。棋客・将棋師などと呼ばれた時代もあった。

## 発祥
日本の将棋類は、伝統的に公家や僧侶など字が読める階層によって指されてきたが、室町後期・安土桃山時代頃には京の都を中心に「小将棋」あるいはその亜種である現行の「本将棋」を指すことを生業とする芸人が現れだした。彼らは「遊芸師」といわれ、歌舞伎役者と同じ類の芸人であり、また囲碁も打ったので「碁打ち」も兼ねることが少なくなかった。
初期の著名な将棋指しには、加納算砂（本因坊算砂）や宗桂（大橋姓は没後）らがいる。算砂と宗桂は互いに将棋・囲碁の好敵手で名勝負を繰り広げ、現存する最古の将棋棋譜は彼ら二人のものである。この頃の将棋指しは、中将棋も得意分野に入っていた。

## 江戸時代の家元制度
徳川家康が江戸幕府を開くと、算砂と宗桂は京に在住しつつ、家康の保護を受けるようになった。彼らの子孫はやがて江戸に移住して幕府から俸禄を受けることになった。宗桂の末裔である「将棋三家」（大橋本家・大橋分家・伊藤家）は、将棋の家元となり、歴代の名人を輩出する。長い間、将棋三家は幕府から「将棋所」の役職に任じられていたと思われてきたが、現代の大橋家文書の研究（増川宏一）により、「将棋所」が彼らの自称にすぎないことが判ってきた。
家元としての将棋三家は幕府の俸禄を受けるいわば専業のプロであり、収入も安定したものであったとされる。これに対して、その門弟たちあるいは「在野派」と呼ばれる一般の「棋客」たちは、将棋だけでは生計が立たずに他に生業を持つことが多かったとされる。賭け将棋を生業とする「真剣師」と呼ばれる一種の賭博師もいたが、これは安定した職業とは思われず、しかも江戸幕府治下において賭博は重犯罪であった。

## 明治・大正の苦闘
明治維新で江戸幕府が崩壊して家元制度が消滅すると、専業の将棋指しはほぼ皆無となった。当時「将棋師」とも呼ばれた将棋指しの多くは、賭け将棋あるいは生業を別に持ちながら、将棋の復興に向けて苦闘を続けた。いくつかの将棋指しの団体も作られ、専門紙の発行による新聞棋戦も試みられたがなかなかうまく行かなかった。

## 新聞棋戦と将棋連盟の誕生
1924年（大正13年）9月8日に東京の将棋指したち三団体が関根金次郎の下で合併し、「東京将棋連盟」を結成した。名誉会長は関根金次郎、会長に土居市太郎が就任した。1927年（昭和2年）には関西の将棋指しも合流して「日本将棋連盟」となる。1936年（昭和11年）に「将棋大成会」と改称、1947年（昭和22年）に現在の「日本将棋連盟」になる。
統一的な将棋指しの団体が結成されることによって、新聞紙上に実戦対局棋譜を掲載することによって賞金による安定的な収入が得られるようになってゆき、兼業プロだった将棋指したちがようやく将棋を専業とすることが可能になった。これが大正～昭和初期のことである。

## 「将棋指し」から「棋士」へ
プロ団体の結成と新聞棋戦からの収入によって専業プロの制度が確立すると、「将棋指し」に替わって「棋士」という呼称が広まっていった。金易二郎をはじめとして、すべてのプロに棋士番号が連番で付されるようになる。大山康晴（十五世名人）の自著によれば、彼が少年の頃（昭和初期）には専業の将棋指しのことをすでに「専門棋士」と呼んでいたようで、このため大正頃に「専門棋士」という呼び方ができたと考えられる。第二次大戦前に生まれ育った「戦前派」のプロたちは（大山康晴を除けば）戦後も「将棋指し」と自称し続けた。プロが「棋士」と自称するのが一般的になるのは大山や戦後のプロからとされる。現在では、日本将棋連盟の正会員「棋士」がプロの正式名称であり、「将棋指し」は俗称に過ぎなくなっている。